# Ole Rendbæk
Ole Rendbæk (født 7. juni 1943 i Tolstrup, død 21. december 2003) var en dansk direktør og erhervsleder, der var direktør for rederiet Scandlines i en årrække.

## Karriere
Rendbæk blev uddannet civilingeniør på Danmarks Tekniske Højskole. Han blev ansat i Lloyd's of London i London, og arbejdede herefter i Generaldirektoratet hos Odense Staalskibsværft.
Han blev ansat som leder af DSB Rederi A/S i 1983, der i 1997 fik ændret navn til Scandlines A/S. I 1988 blev han ansat som administrerende direktør for skibsværftet Danyard i Frederikshavn.
I 1993 blev han ansat som direktør i Krüger.
Han blev ansat til at fusionere det danske statsrederi med det tyske rederi ejet af Deutsche Bahn. Det lykkedes i august 1998, hvor den danske og tyske stat delte ejerskabet med 50 % hver, og Rendbæk blev ansat som administrerende direktør. Efter sammenlægningen oplevede han dog stor modstand fra de tyske ejere.
I flere år arbejdede han derfor på en løsning, hvor den danske del blev købt ud i samarbejde med Trafikministeriet. Da dette mislykkedes i 2003 valgte han at opsige sin stilling i oktober til årsskiftet 2003/2004, sammen med selskabets finansdirektør Axel Bertram. Ved hans opsigelse var der flere spekulation om den var kommet efter pres fra Deutsche Bahn, og den daværende trafikminister Flemming Hansen (K) måtte svare på en række spørgsmål om dette emne.
Han var formand for Scandlines Øresund I/S og fra fra 1990 til 1997 sad han i bestyrelsen i Realkredit Danmark.
Rendbæk begik selvmord ved at hoppe ud fra Øresundsbroen den 21. december 2003. Han havde parkeret sin bil på broen og efterladt et brev til sin familie.